# Бекство у болест
Бекство у болест, по С. Фројду, означава да особа, уплашена антиципацијом последица својих сузбијених жеља, несвесно покушава да их избегне стварањем симптома (бекство у болест), што је илузија да се спасила већег зла. Док је код Адлера бекство у болест полусвестан или готово свестан маневар Ега, код Фројда је то битно несвесна, одбрамбена реакција чији је прави циљ непознат свесном „Ја”.